# Rugger Ardizoia
Rinaldo Joseph Ardizoia, detto Rugger (Oleggio, 20 novembre 1919 – San Francisco, 19 luglio 2015), è stato un giocatore di baseball italiano naturalizzato statunitense.

Ha giocato nel ruolo di lanciatore per i New York Yankees nella MLB. È stato il primo dei sette italiani ad aver giocato tra le maggiori leghe sportive degli Stati Uniti, esordendo negli Yankees nel 1947. Fino al momento della sua morte fu il più anziano ex-membro vivente della squadra.

## Biografia
Ardizoia nacque ad Oleggio, in Italia, per poi trasferirsi giovanissimo negli Stati Uniti. La sua carriera iniziò nella Minor league baseball nel 1937, con la maglia dei Mission Reds, ma poi si fermò e perse tre stagioni a causa della Seconda guerra mondiale (1943-1945). Riprese in seguito a giocare per gli Oakland Oaks della Pacific Coast League nel 1946.
Esordì in MLB a 27 anni il 30 aprile 1947, al Sportsman's Park verso la fine del settimo inning, con gli Yankees in svantaggio contro i St. Louis Browns. Egli lanciò due innings per i New York e affrontò un totale di 10 battitori, impedendo quattro hits, un walk e due earned runs. Il punteggio finale vide i Browns a 15 e gli Yankees a 5. Ad Ardizoia venne accreditato, inoltre, un Games finished. A seguito della sua apparizione in Major League fece ritorno alla Pacific Coast League fino al 1950, dopodiché concluse la sua carriera con i Dallas Eagles della Texas League nel 1951.
Morì il 19 luglio 2015 in seguito ad un ictus accusato la settimana precedente. Al momento della sua morte era il più anziano ex-membro vivente dei New York Yankees, oltre che il più anziano in un gruppo di quasi 1.500 giocatori mai apparsi in un incontro della Major League.